# Franz Gürtner
Franz Gürtner (ur. 26 sierpnia 1881 w Ratyzbonie, zm. 29 stycznia 1941 w Berlinie) – niemiecki polityk, minister sprawiedliwości w rządzie Adolfa Hitlera, odpowiedzialny za koordynację prawodawstwa w III Rzeszy. 

## Życiorys
Gürtner urodził się w Ratyzbonie. Był synem maszynisty. Po ukończeniu szkoły średniej w Ratyzbonie, uczęszczał na uniwersytet w Monachium, gdzie ukończył studia na wydziale prawa. Podczas I wojny światowej służył na froncie zachodnim oraz w Palestynie, gdzie otrzymał Krzyż Żelazny (I i II klasy).
Po wojnie Gürtner szybko wspinał się po szczeblach kariery prawniczej. 8 listopada 1922 roku został bawarskim ministrem sprawiedliwości. Utrzymał to stanowisko do momentu nominowania go przez Franza von Papena na urząd ministra sprawiedliwości Rzeszy (2 czerwca 1932).
Jako członek Niemieckiej Partii Narodowej (Deutschnationale), Gürtner sympatyzował z
prawicowymi radykałami, takimi jak Hitler. W czasie procesu Hitlera w 1924 po nieudanym
puczu monachijskim, Gürtner zabiegał o to, by wymiar kary dla lidera partii nazistowskiej był łagodny. W czasie procesu Hitlerowi pozwalano dowolnie często przerywać postępowanie, by przesłuchać świadków oraz na wygłaszanie dowolnie długich mów w swoim własnym imieniu. Za pośrednictwem Gürtnera Hitler został wcześniej zwolniony z więzienia w Landsbergu. Także dzięki niemu rząd bawarski ponownie zalegalizował NSDAP i zezwolił Hitlerowi na wystąpienia publiczne.
Po służbie w Ministerstwie Sprawiedliwości w rządach von Papena Kurta von Schleichera, Gürtner został zatrzymany na stanowisku przez Hitlera i uczyniony przezeń odpowiedzialnym za prawoznawstwo w Trzeciej Rzeszy. Pomimo biurokracji w starej szkole nie-nazistowskich konserwatystów, Gürtnerowi udało się połączyć związek niemieckich sędziów z Narodowosocjalistycznym Związkiem Prawników.
Jako minister sprawiedliwości kontrasygnował wraz z kanclerzem Adolfem Hitlerem i ministrem spraw wewnętrznych Frickiem rozporządzenie z dnia 28 lutego 1933 r. prezydenta Rzeszy von Hindenburga „O ochronie narodu i państwa”, zawieszające konstytucyjne prawa wolności i własności obywateli i rozszerzające katalog przestępstw, za które wymierzano karę śmierci. To rozporządzenie przygotowało konstytucyjne podstawy państwa nazistowskiego.
Na początku Gürtner starał się ochronić niezależność sądownictwa oraz chociaż część norm prawnych, mogących stanowić barierę dla despotycznego, bezwzględnego i brutalnego postępowania SA, które latem 1933 roku uwikłało się w konflikt z policją i organami administracji państwa. Niewłaściwe traktowanie więźniów obozów koncentracyjnych w Wuppertalu, Bredow i w Hohnstein (w Saksonii), znajdujących się pod kontrolą lokalnych przywódców SA, spotkało się z ostrym protestem ministra sprawiedliwości. Gürtner dowiedziawszy się o nagminnych przypadkach bicia więźniów do nieprzytomności za pomocą biczów i tępych narzędzi, stwierdził, że takie traktowanie więźniów „zdradza przejawy brutalności i okrucieństwa i jest całkowicie obce niemieckiej mentalności i uczuciom. Takiego okrucieństwa, przypominającego sadyzm barbarzyńskich ludów ze wschodu, nie można usprawiedliwiać koniecznością surowego traktowania więźniów”. Protest nie przyniósł skutków, jako że Hitler ułaskawił wszystkich przywódców SA i strażników obozowych, skazanych w procesie z Hohnstein. Gürtner przekazał Hitlerowi informacje o przyznaniu się przez Gestapo do stosowania tortur, jednak również te praktyki zyskały poparcie Führera.
Pomimo początkowych starań w celu ograniczenia brutalności reżimu nazistowskiego, Gürtner odgrywał znaczącą rolę w legalizowaniu jej. W ciągu kilku tygodni po nocy długich noży, czystce obejmującej oficerów SA i konserwatywnych przeciwników rządu, której wynikiem były setki egzekucji, Gürtner udowodnił swoją lojalność reżimowi nazistowskiemu, wydając akty prawne, legalizujące przeprowadzoną czystkę. Podpisany przez Hitlera oraz ministra spraw wewnętrznych Wilhelma Fricka „Akt określający dopuszczalne metody samoobrony państwa” (3 lipca 1934) uprawnił morderstwa popełnione w trakcie czystki. Ustawa nie wywołała żadnego sprzeciwu w Reichstagu. Gürtner wyciszył rozpoczęte przez lokalnych prokuratorów postępowania przeciw uczestnikom morderstw.
W czasie swojej kadencji Gürtner naprzemiennie chronił reżim nazistowski bądź protestował przeciw jego postępowaniu. Do końca roku 1935 było już oczywiste, że ani Gürtner, ani Frick nie byliby w stanie ograniczyć potęgi Gestapo ani kontrolować prowadzonych przez SS obozów koncentracyjnych, gdzie przetrzymywano bez wyroku sądowego tysiące aresztowanych. W trakcie II wojny światowej niewielkie znaczenie Ministerstwa Sprawiedliwości zostało jeszcze bardziej ograniczone. Coraz częściej postępowania przeciw rzekomym przestępcom prowadziły Gestapo i SA, bez odwoływania się do żadnych sądów ani aktów prawnych. Zastrzeżenia Gürtnera, który był głęboko poruszony samowolą policji bezpieczeństwa w wymierzaniu sprawiedliwości więźniom obozów koncentracyjnych, zostały odrzucone przez Hitlera.
Zamiast zrezygnować, Gürtner postanowił pozostać na stanowisku. W rzeczywistości stracił on tylko reputację i zyskał wizerunek konserwatywnego biurokraty, biernego wobec postępującego zepsucia w niemieckich strukturach prawnych. Gürtner wprowadzał podstawy prawne dla licznych zbrodni reżimu, począwszy od ustanowienia instytucji Ständegerichte (sądów wojskowych), sądzących Polaków i Żydów na okupowanych terytoriach wschodnich. Później wydał dekrety otwierające drogę dla ostatecznego rozwiązania kwestii żydowskiej. Gürtner zmarł 29 stycznia 1941 w Berlinie.
W 1937 roku został odznaczony złotą odznaką partii.